# Trixoscelis coetzeei
Trixoscelis coetzeei är en tvåvingeart som beskrevs av Timothy M. Cogan 1977. Trixoscelis coetzeei ingår i släktet Trixoscelis och familjen myllflugor. Inga underarter finns listade i Catalogue of Life.